# Kurt-Wolf von Borries

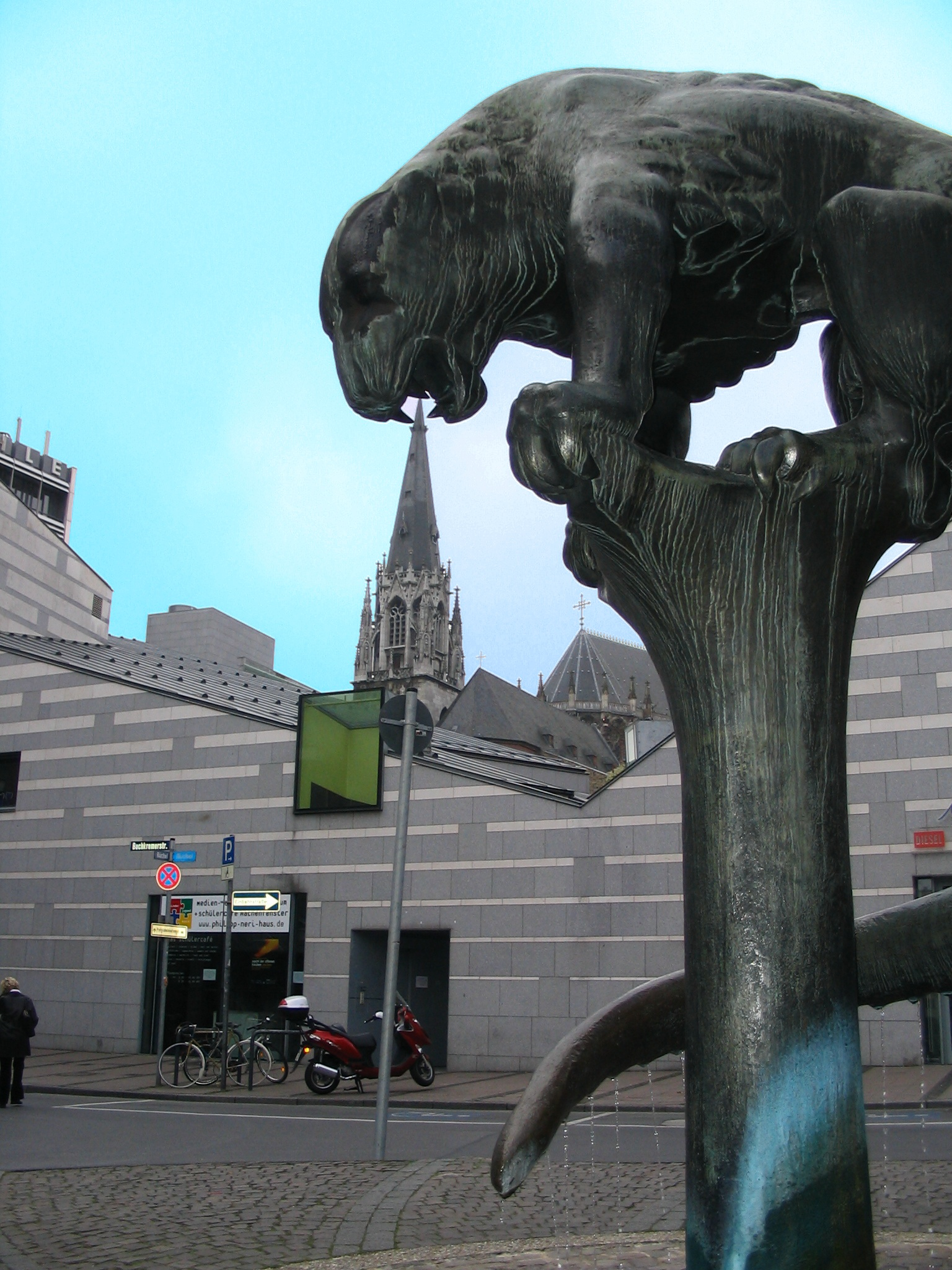
Der Bahkauvbrunnen in Aachen

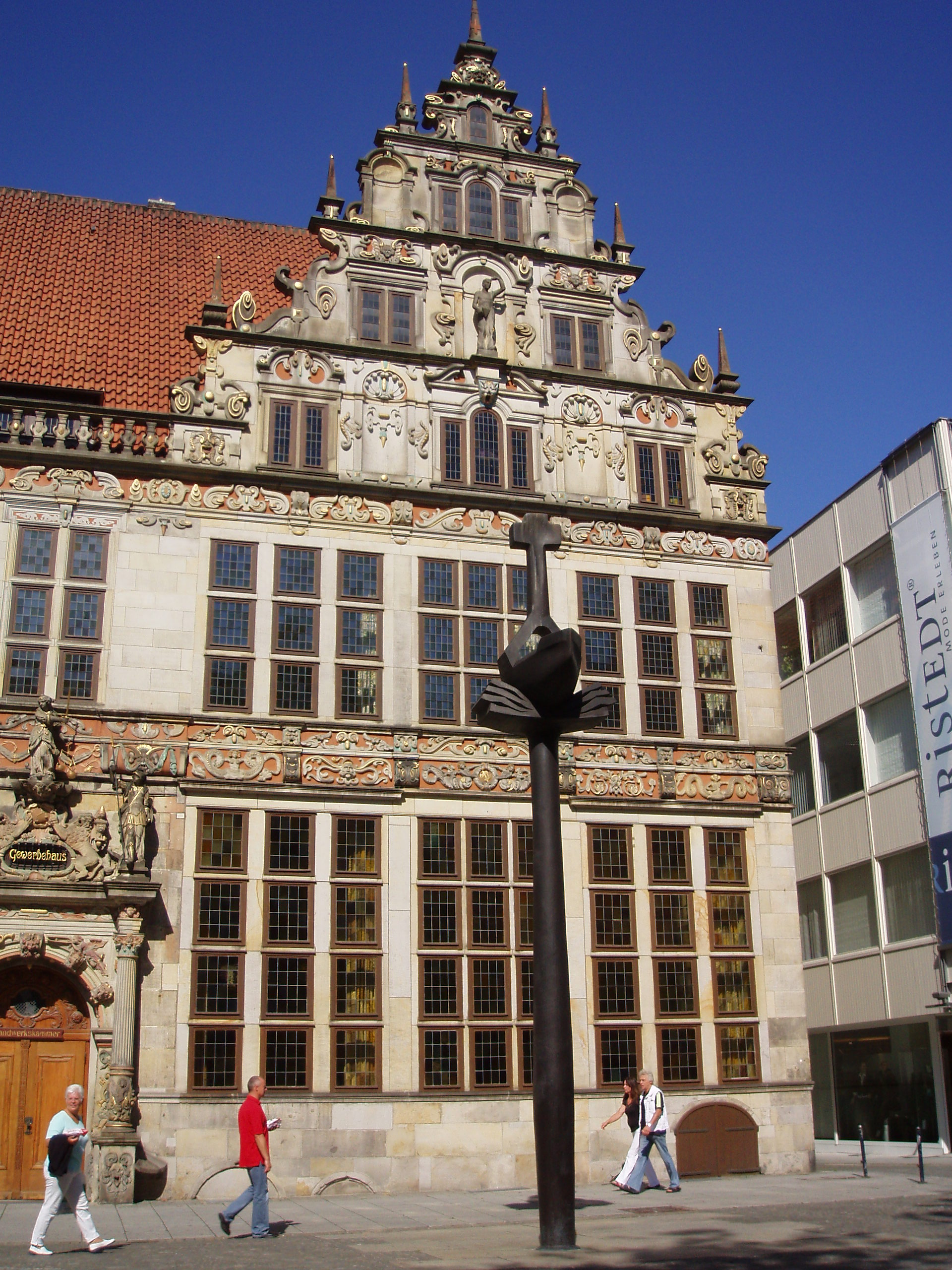
Ansgarsäule in Bremen

Kurt-Wolf von Borries (* 26. Februar 1928 in Bergen, Kreis Belgard; † 24. März 1985 in Köln) war ein deutscher Bildhauer und Grafiker.

## Leben
Er entstammte der Adelsfamilie von Borries und wuchs in Belgard (Hinterpommern) auf. 1947 legte er sein Abitur in Lübbecke ab. Anschließend wurde er Schüler von Gerhard Marcks, mit dem er auch später noch befreundet blieb und einen ausführlichen Briefwechsel hatte, an der  Hochschule für bildende Künste Hamburg und studierte anschließend an den Kölner Werkschulen Metallbildhauerei und Plastik. Seit 1951 lebte er als freischaffender Künstler. 1954 heiratete er Marie-Anne Schlieper. Aus der Ehe gingen drei Kinder hervor. Von Borries ist auf dem neuen Köln-Weidener Friedhof Albert-Kindle-Straße (Flur 12) begraben.

## Werke
Mehrere Werke von Kurt-Wolf von Borries sind im öffentlichen Raum zu sehen. Das Werk Aufstieg befindet sich in der Sammlung Kunst aus Nordrhein-Westfalen in der ehemaligen Reichsabtei Kornelimünster. Aus dem Jahr 1957 stammt der Marktbrunnen in Köln-Ehrenfeld. 1962 wurde die Auftragsarbeit Moses in der Bahnhofstraße in Herzogenrath aufgestellt. Aus dem gleichen Jahr stammen der Altar, die Kanzel, das Kreuz und die Kassettendecke der Kirche St. Trinitatis in Köln. 1964 wurde die Skulptur Großer liegender Mann im Düsseldorfer Zoopark an der Faunastraße aufgestellt. 1965 schuf er die Ansgarsäule, die vor dem Gewerbehaus Bremen steht. Im gleichen Jahr gestaltete Kurt-Wolf von Borries den Altar, das Hängekreuz, die Betonreliefs an der Emporenbrüstung, die Kirchentür sowie die vier Altarleuchter der evangelischen Pauluskirche in Köln-Dellbrück. Aus dem Jahr 1967 stammen das bronzene Turmportal der Alten Kirche in Stommeln sowie das Seitenportal der gleichen Kirche. Ebenfalls 1967 entstand der Bahkauvbrunnen in Aachen. In Köln befinden sich am Friedrich-Wilhelm-Gymnasium eine Ikarusplastik des Künstlers und eine Brunnenplastik in der Kartäusergasse; ferner sind in Köln-Weiden die Plastiken Moses und Das Gespräch an der evangelischen Kirche zu sehen. Die Heresbachkapelle im Willibrordi-Dom in Wesel besitzt ein schmiedeeisernes Gitter von Kurt-Wolf von Borries. Auch zahlreiche weitere Kirchen stattete der Künstler aus. 
Ein Teil seines schriftlichen Nachlasses befindet sich im Deutschen Kunstarchiv im Germanischen Nationalmuseum in Nürnberg. 

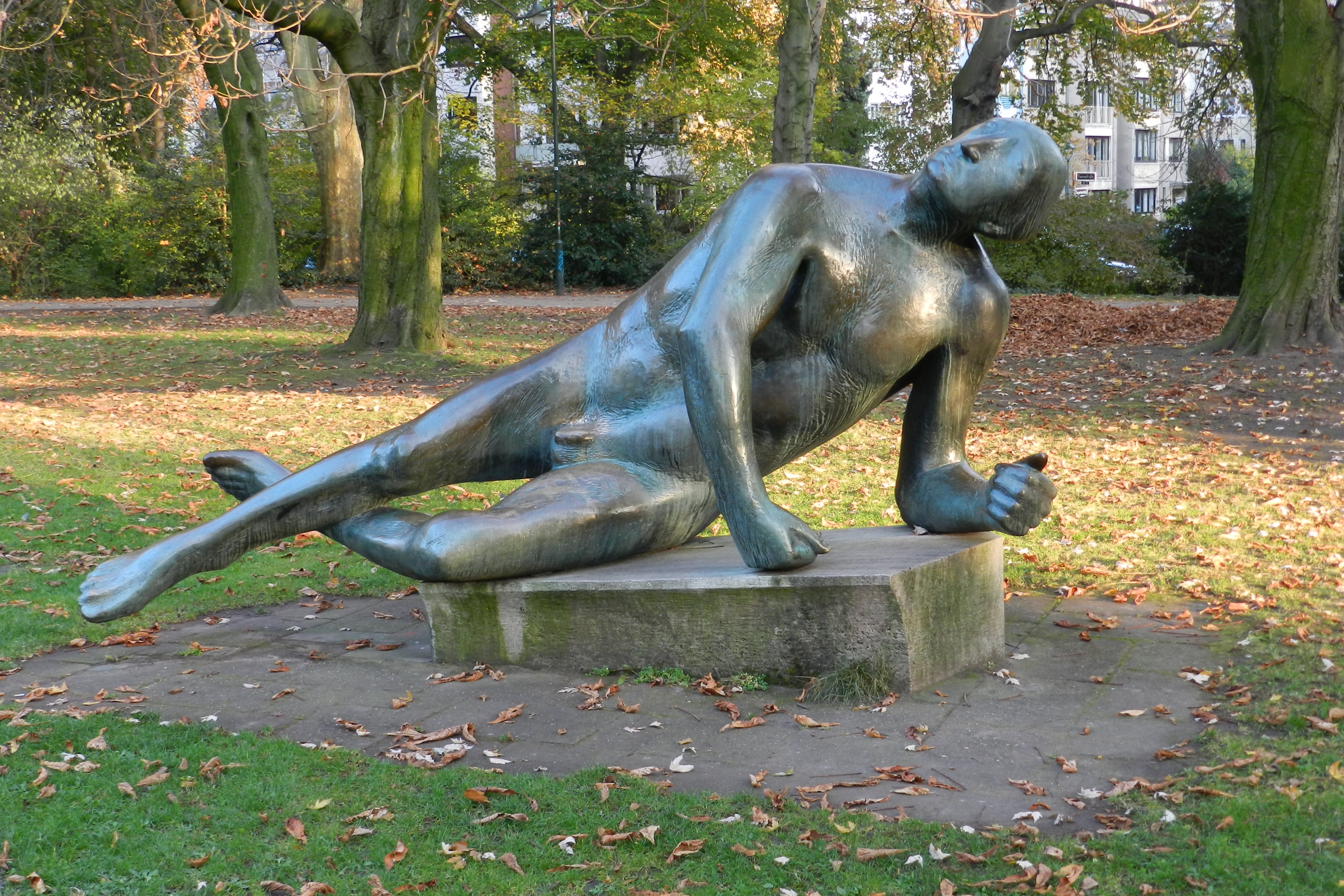
Großer liegender Mann im Düsseldorfer Zoopark

## Ausstellungen
- 1962 Gemeinschaftsausstellung mit Gisbert Tönnis, Kunsthaus Lempertz, Köln
- 1963 Gemeinschaftsausstellung mit Künstlergruppe Bonn, Kurfürstliches Gärtnerhaus, Bonn
- 1970 Einzelausstellung, Baukunst-Architekturgesellschaft Köln
- 1970/71 Gemeinschaftsausstellung, Haus der evangelischen Kirche in Köln

## Auszeichnungen
1956 erhielt von Borries den Georg-Kolbe-Preis, 1958  den Förderpreis für Bildende Kunst des Landes Nordrhein-Westfalen,
1960 den Rompreis der Villa Massimo und 1966 den Kaiser-Lothar-Preis der Europäischen Vereinigung Bildender Künstler aus Eifel und Ardennen (EVBK)